# Fabián Crea
Fabián Carlos Crea (Buenos Aires; 7 de marzo de 1971) conocido como Fachi es un músico de rock argentino, conocido por ser miembro de la banda Viejas Locas en los '90 y, tras la disolución de esta banda, fundador de Motor Loco.

## Biografía
Crea nació el 7 de marzo de 1971 en el barrio de Liniers. A muy corta edad su familia se mudó a Piedrabuena. Allí conoció a Crisitán "Pity" Álvarez con quién tocó durante la adolescencia, gracias a él ingresaría en la banda Viejas Locas en 1990. A pesar de su éxito en el mundo de la música, continuó trabajando en otras labores para mantener a su familia.

## Trayectoria musical

### Viejas Locas
En 1989 se forma la banda Viejas Locas, la cual estaba compuesta por Mauro Bonome (voz), Bachi (bajo) y Diego Cattoni (guitarra), Gastón Mancilla (batería) y Crisitán "Pity" Álvarez (guitarra).  El mismo año, la banda se disolvió completamente, pero Pity decidió resucitarla  integrando a nuevos músicos. Así fue como Fachi ingresó a la banda en el año 1990, tomando el lugar que Bachi había dejado. Así, Fachi Crea, Pity, Sergio "Pollo" Toloza (guitarra) y Abel Meyer (batería) conformaron la formación clásica de Viejas Locas.
Con Viejas Locas grabó (durante la década de los '90) 3 trabajos discográficos: Viejas Locas (1995), Hermanos de sangre (1997) y Especial (1999). En cada CD, Fachi es autor de 1 canción ("Botella" en Viejas Locas, "Difícil de entender" en Hermanos de sangre y "Una vez más" en Especial).
Durante este transcurso de tiempo, tocó con su banda llenando estadios como el de Obras Sanitarias durante los años 1998, 1999 y 2000 (algunos con fecha doble). También se presentó en el interior de Argentina y algunos países limítrofes. El punto más alto de su carrera se dio cuando actuaron teloneando a los Rolling Stones en 4 de sus 5 fechas en el Estadio Monumental de River Plate, durante el marco de su gira Bridges to Babylon Tour, durante el año 1998.

### Separación de Viejas Locas y surgimiento de Motor Loco
En septiembre del año 2000, Viejas Locas dio su último recital (sin previo aviso al público) en el partido de La Matanza (Buenos Aires). En el punto más alto de la carrera de la banda, sus integrantes decidieron no trabajar más juntos por diferencias entre ellos. Cuando a Fachi se le preguntó sobre esas diferencias, su respuesta fue:
“No fue cómo se dijo, que nos dividimos en dos partes: cada cual eligió hacer su historia, aunque mi amistad con el Pollo quedó todo bien.” Sobre la separación, Fachi se lamenta respondiendo: “¿Cómo iba a querer eso? Me quedé sin trabajo. Ahora tengo que salir a remisear. Además, Viejas Locas era una de las mejores bandas del momento”.
Cuando a Fachi se le preguntaba sobre su relación con sus excompañeros declaró: “Prefiero no hablar. Algunos reciben mucho más apoyo que otros y ya tienen suficiente prensa, así que cuando me hacen una nota yo prefiero hablar de Motor Loco. Si se hubieran mostrado las cartas tal como eran, ahora estaría todo bien, como pasa con Juancho y con Pollo: nos vamos a ver a los shows y está todo bien.” Me gusta la vida familiar. No se como explicarlo, pero prefiero compartir cosas en familia a estar volando con un par de barriletes."
El grup se escindió en Intoxicados con Abel Meyer y Cristian "Pity" Álvarez a la cabeza, La Lengua con Sergio "Pollo" Toloza y Motor Loco con Fachi. Las últimas canciones que Fachi había escrito para Viejas Locas formarían parte del primer material discográfico de Motor Loco: "No juegues con tu suerte" y "Hora de arrancar" son algunos ejemplos. Con Motor Loco grabó tres trabajos discográficos: Hora de arrancar (2001), Prendido por todos lados (2003) y Consumiendo Basura (2007). Fachi es autor del 90 % de las canciones de Motor Loco, y, luego de la partida de su hermano "Tata" de la banda, fue líder del trío musical. La banda adquirió gran popularidad en el circuito del rock under porteño, hasta llegar a tocar en el interior de Argentina y en festivales masivos como Cosquín Rock, Gesell Rock, Baradero Rock, etc.
En el verano de 2009, Motor Loco actuó como banda soporte de Intoxicados en un recital que la banda brindó en la ciudad de Mar del Plata. Para ese entonces, la banda de Pity y Abel estaba casi disuelta, siendo solo ellos quienes asistirían al recital de la banda. Pity aprovechó la oportunidad para invitar al escenario a Fachi y tocar juntos algunas canciones de Viejas Locas.
Meses más tarde, la reunión se volveriá a repetir en un recital de Motor Loco en "La Reina".

### Regreso de Viejas Locas
En el año 2009, Viejas Locas realizó una conferencia de prensa anunciando que regresaría a los escenarios. De los 4 integrantes clásicos de la banda, sólo el Pollo Toloza es quién decide no sumarse. El regreso de la banda tuvo lugar en el estadio José Amalfitani (del Club Atlético Vélez Sársfield) de la ciudad de Buenos Aires, el 14 de noviembre de 2009.
El recital se llevó a cabo ante 42 000 personal, pero se vio opacado por los incidentes ocurridos en las afueras del estadio, donde un joven murió a causa de la represión policial. Fachi estuvo hasta el momento de su muerte con la familia del joven llamado Rubén Carballo, aceptando la responsabilidad en nombre de la banda, ya que la empresa de seguridad no se hizo presente en ningún momento.[cita requerida]
Durante el año 2010 Fachi siguió de gira con Viejas Locas por el interior del país, y de forma paralela brindó recitales con Motor Loco. En este año, Abel Meyer (otro de los integrantes clásicos de Viejas Locas) se alejaría de la formación, dejando solo a Pity y a Fachi como los únicos músicos que continúan en la banda desde los '90. Al mismo tiempo, Motor Loco entra a grabar su cuarto trabajo discográfico.
La grabación del disco de Motor Loco se detiene ya que Viejas Locas entra al estudio para darle forma a su nuevo CD de estudio luego de 12 años. Así, en el año 2011 sale a la venta Contra la pared, en el cual Fachi es autor de 2 canciones que componen este disco.

### Alejamiento de Viejas Locas
Luego de la gira que dio con Viejas Locas durante el año 2012, Fachi se aleja de la banda. Tras un recital en la ciudad de Baradero que no se realizó debido a los disturbios ocasionados por el público presente ese día (8 de diciembre de 2012), Fachi tocó por última con Viejas Locas a la semana siguiente (15 de diciembre) en la ciudad de Tandil. En enero se dio a conocer la noticia de que su alejamiento del grupo era definitivo. Sobre esto, él mismo se encargó de explicar por su página en Facebook que decidió dejar la banda al no ponerse de acuerdo con los demás integrantes en algunas cuestiones. Al no ser consensuadas sus ideas, decidió dar un paso al costado y abandonar la agrupación, en la cual él fue el segundo miembro que más tiempo duró (después de Pity Álvarez) tocando durante trece años en total (toda la década del '90 sumado a los 3 años siguientes del regreso de Viejas Locas). Sergio "Peluca" Hernández (guitarrista de sus dos grupos) decidió seguirlo en su alejamiento y volver a los escenarios junto a él con Motor Loco, tras casi dos años de ausencia . El de 2 de agosto se terminó de editar el cuarto material discográfico de Motor Loco, titulado Me gustan los viernes. Este disco se venía grabando desde hacía tres años y contiene  temas como "Falta solo 1/4" o "Equivocado". Salió a la venta esa misma semana y se comenzó a presentar por diferentes lugares de Buenos Aires y sus alrededores.

## Discografía
| Disco                    | Banda        | Año  | Tipo          |
| ------------------------ | ------------ | ---- | ------------- |
| Demos y Rarezas          | Viejas Locas | 1993 | No oficial    |
| Viejas Locas             | Viejas Locas | 1996 | Estudio       |
| Hermanos de Sangre       | Viejas Locas | 1997 | Estudio       |
| Especial                 | Viejas Locas | 1999 | Estudio       |
| Sigue pegando            | Viejas Locas | 2002 | Recopilatorio |
| Hora de arrancar         | Motor Loco   | 2001 | Estudio       |
| Prendido por todos lados | Motor Loco   | 2003 | Estudio       |
| Consumiendo basura       | Motor Loco   | 2006 | Estudio       |
| Contra la pared          | Viejas Locas | 2011 | Estudio       |
| Me gustan los viernes    | Motor Loco   | 2013 | Estudio       |